# Saison 2 de The Voice Kids Belgique
La deuxième saison de The Voice Kids Belgique a été diffusée sur La Une (RTBF) du 19 septembre 2023 au 21 novembre 2023 et était présentée par Maureen Louys et Luana Fontana.

## Coaches et candidats

### Coaches
Le panel de coaches de cette seconde saison est confirmé le 27 mai 2022 et est composé de :
- Matthew Irons du groupe Puggy : auteur-compositeur-interprète, coach des saisons 7 et 8 de The Voice Belgique, ainsi que de la saison 1 de The Voice Kids;
- Alice on the Roof : autrice-compositrice-interprète, demi-finaliste de la  saison 3 de The Voice Belgique dans l'équipe de Natasha St-Pier;
- Black M : chanteur, rappeur français, coach de la saison 10 de The Voice Belgique;
- Typh Barrow : autrice-compositrice-interprète, coach des saisons 8 et 9 et 10 de The Voice Belgique;

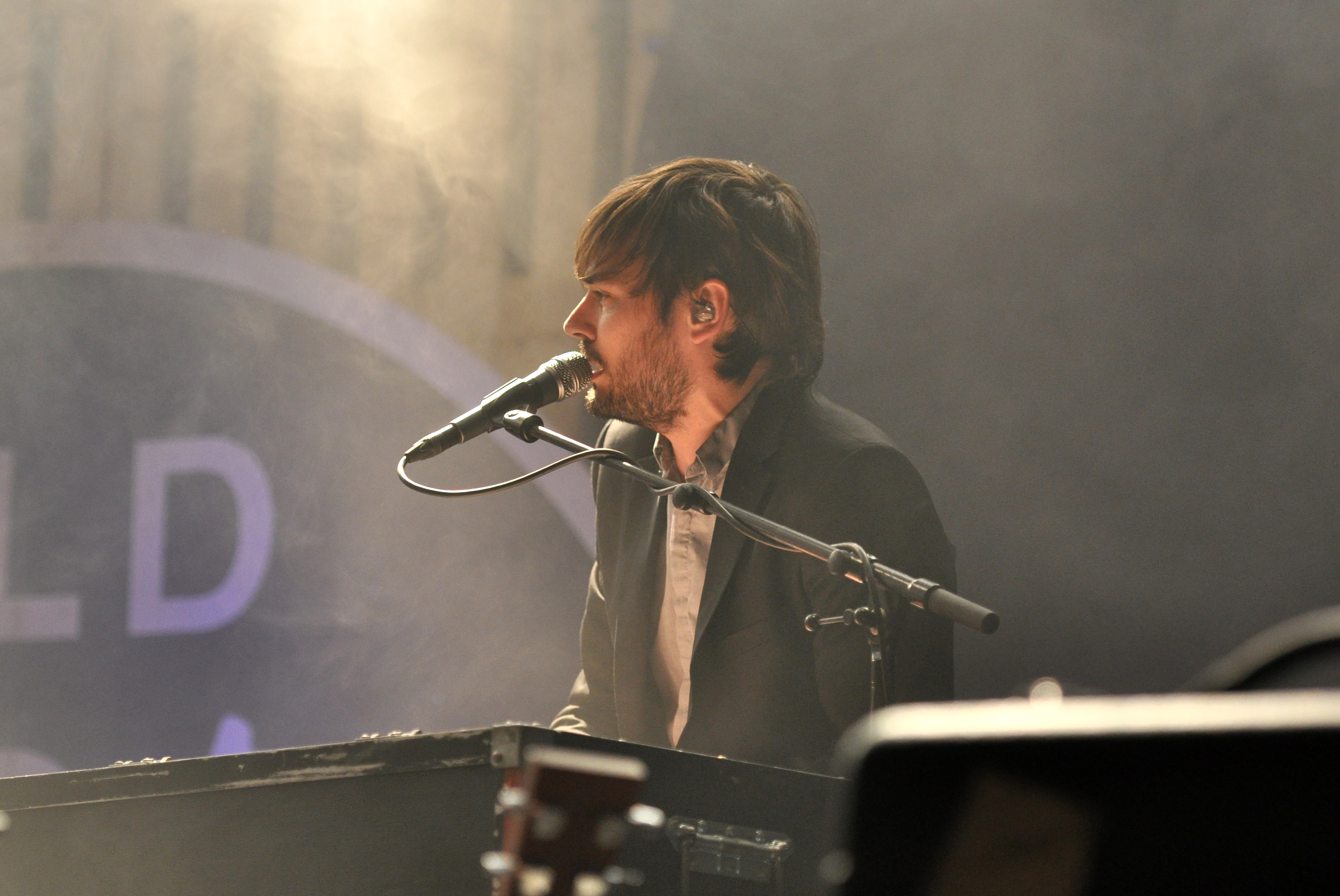
Matthew Irons
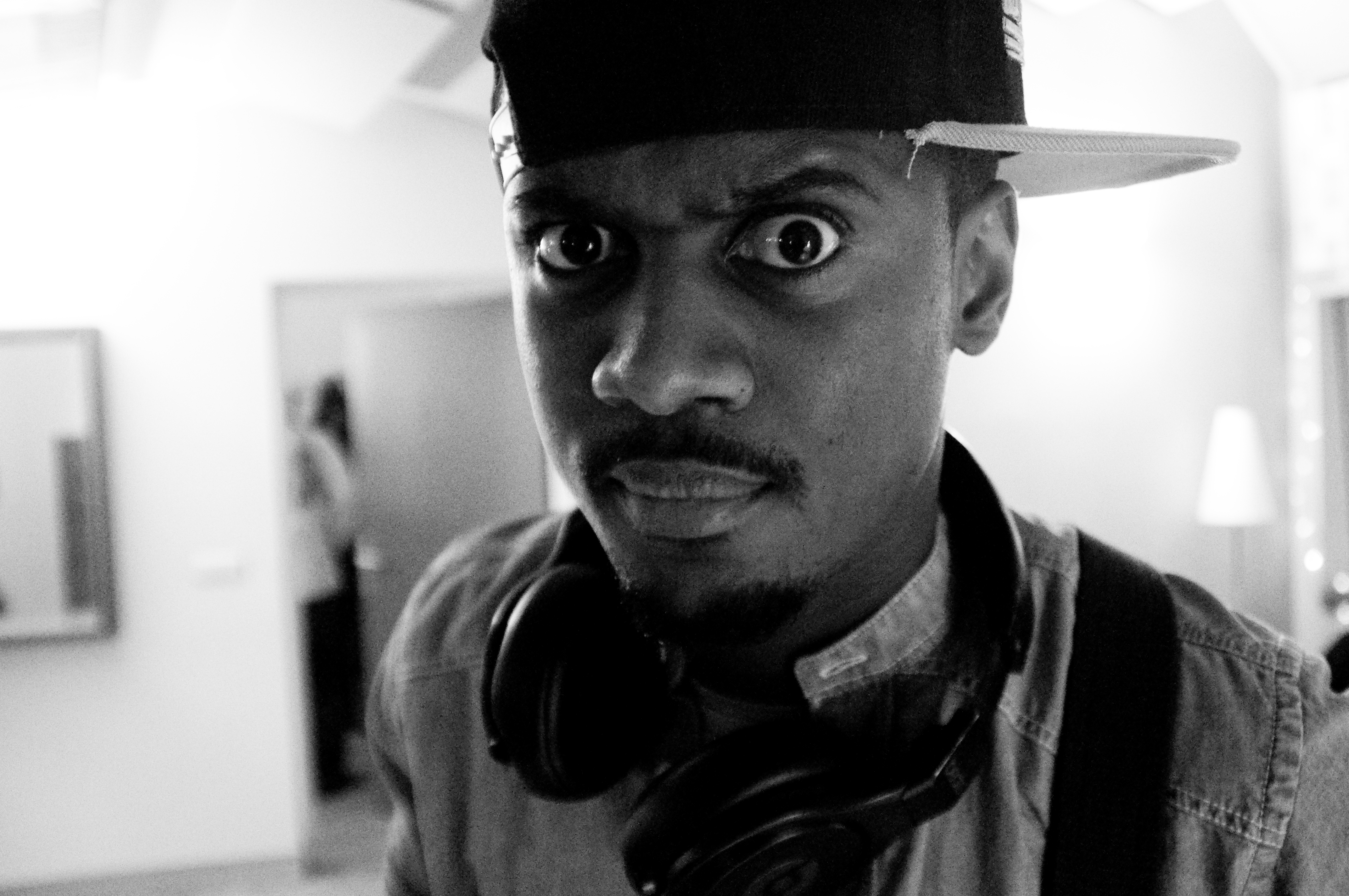
Black M
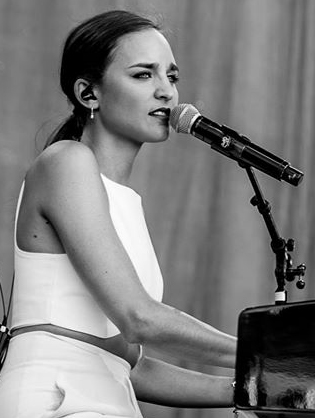
Typh Barrow

### Candidats
Légende
|                                 |    | Matthew   | Alice    | Black M  | Typh     |
| ------------------------------- | -- | --------- | -------- | -------- | -------- |
| Finalistes                      | 1  | Lucie     | Tiliano  | Elena    | Mattia   |
| Finalistes                      | 2  | Mahdi     | Malou    | Martina  | Elsa     |
| Eliminés lors de la Demi-Finale | 3  | Nina (O)  | Nala     | Apolline | Viktoria |
| Eliminés lors de la Demi-Finale | 4  | Larissa   | Yanis    | Hanaë    | Lola     |
| Eliminés lors des K.O           | 5  | Nina (C)  | Eve      | Rony     | Oumaiema |
| Eliminés lors des K.O           | 6  | Léon      | Anna     | Camille  | Chloé    |
| Eliminés lors des K.O           | 7  | Marion    | Eline    | Esteban  | Laia     |
| Eliminés lors des K.O           | 8  | Brieuc    | Mathieu  | Maëlie   | Marie    |
| Eliminés lors des K.O           | 9  | Louis     | Victoria | Thelio   | Raphaël  |
| Eliminés lors des K.O           | 10 | Sofia     | Tricia   | Joyce    | Julia    |
| Eliminés lors des K.O           | 11 | Daria     | Lucile   | Elise    | Evalyn   |
| Eliminés lors des K.O           | 12 | Constance | Romain   | Arianna  | Aloise   |
| Eliminés lors des K.O           | 13 | NC        | Nessio   | Marion   | NC       |

## Étape 1: Les«Blind auditions»
Les quatre coachs, installés dans des fauteuils tournants, écoutent les candidats, dos tournés à la scène. Chacun d'entre eux doit se choisir douze candidats en écoutant seulement leur voix, s'ils sont séduits, ils devront appuyer sur leur "buzz" et c'est là que le fauteuil se retournera découvrant leur élu. Si plusieurs coachs se retournent, ce sera alors au candidat de choisir son coach.
Le public présent pendant les auditions n'a pas le dos tourné à la scène et un orchestre supporte les candidats.
Les coachs ont le droit de bloquer un autre coach lors de l'audition d'un talent.
Les enregistrements ont eu lieu du 23 au 28 août 2022.
Légende applicable à toutes les sessions :

### Épisode 1
Diffusion : 19 septembre 2023
| N° | Candidat | Âge    | Localisation | Chanson                                         | Choix des coachs et des candidats | Choix des coachs et des candidats | Choix des coachs et des candidats | Choix des coachs et des candidats |
| N° | Candidat | Âge    | Localisation | Chanson                                         | Matthew                           | Alice                             | Black M                           | Typh                              |
| -- | -------- | ------ | ------------ | ----------------------------------------------- | --------------------------------- | --------------------------------- | --------------------------------- | --------------------------------- |
| 1  | Romain   | 8 ans  | Vedrin       | Tout va bien - Orelsan                          | ✔️                                | ✔️                                | ✔️                                | —                                 |
| 2  | Lucile   | 12 ans | Battice      | Mourir sur scène - Dalida                       | ✔️                                | ✔️                                | ✔️                                | ❌                                |
| 3  | Mattia   | 11 ans | Herstal      | Drivers License - Olivia Rodrigo                | —                                 | ✔️                                | —                                 | ✔️                                |
| 4  | Noélia   | 11 ans | Ottignies    | Pourtant - Vanessa Paradis                      | —                                 | —                                 | —                                 | —                                 |
| 5  | Elise    | 11 ans | Tavier       | Forrest - Soprano                               | ✔️                                | —                                 | ✔️                                | —                                 |
| 6  | Marion   | 11 ans | Gérouville   | Partenaire particulier - Partenaire particulier | ✔️                                | —                                 | —                                 | —                                 |
| 7  | Nala     | 14 ans | Liège        | Les Moulins de mon cœur - Michel Legrand        | ✔️                                | ✔️                                | —                                 | —                                 |
| 8  | Zoé      | 11 ans | Thimister    | Viva la Vida - Coldplay                         | —                                 | —                                 | —                                 | —                                 |
| 9  | Lola     | 10 ans | Flémalle     | D'amour ou d'amitié - Céline Dion               | ✔️                                | ✔️                                | ✔️                                | ✔️                                |
| 10 | Larissa  | 13 ans | Bruxelles    | What's Up? - 4 Non Blondes                      | ✔️                                | —                                 | —                                 | —                                 |
| 11 | Hanaë    | 13 ans | Namur        | Bohemian Rhapsody - Queen                       | ✔️                                | —                                 | ✔️                                | ✔️                                |
| 12 | Luna     | 11 ans | Hastière     | Le Mot d'absence - Maëlle                       | —                                 | —                                 | —                                 | —                                 |
| 13 | Marie    | 12 ans | Namur        | L'Enfer - Stromae                               | ❌                                | ✔️                                | ✔️                                | ✔️                                |

### Épisode 2
Diffusion : 26 septembre 2023
| N° | Candidat  | Âge    | Localisation    | Chanson                                     | Choix des coachs et des candidats | Choix des coachs et des candidats | Choix des coachs et des candidats | Choix des coachs et des candidats |
| N° | Candidat  | Âge    | Localisation    | Chanson                                     | Matthew                           | Alice                             | Black M                           | Typh                              |
| -- | --------- | ------ | --------------- | ------------------------------------------- | --------------------------------- | --------------------------------- | --------------------------------- | --------------------------------- |
| 1  | Elsa      | 8 ans  | Namur           | L'Oiseau et l'Enfant - Marie Myriam         | ✔️                                | ✔️                                | ✔️                                | ✔️                                |
| 2  | Adele     | 13 ans | Bruxelles       | Le Dernier Jour du disco - Juliette Armanet | —                                 | —                                 | —                                 | —                                 |
| 3  | Louis     | 9 ans  | Wodecq          | Armstrong - Claude Nougaro                  | ✔️                                | ✔️                                | ✔️                                | —                                 |
| 4  | Thelio    | 12 ans | Péruwelz        | Clown - Soprano                             | —                                 | ✔️                                | ✔️                                | —                                 |
| 5  | Viktoria  | 9 ans  | Bruxelles       | Toutes les machines ont un cœur - Maëlle    | ✔️                                | ❌                                | ✔️                                | ✔️                                |
| 6  | Anna      | 13 ans | Musson          | Corps - Yseult                              | —                                 | ✔️                                | —                                 | —                                 |
| 7  | Nelle     | 12 ans | Aywaille        | J'envoie valser - Zazie                     | —                                 | —                                 | —                                 | —                                 |
| 8  | Laia      | 13 ans | Grand-Bigard    | Love of My Life - Queen                     | ✔️                                | ❌                                | ✔️                                | ✔️                                |
| 9  | Camille   | 10 ans | Malonne         | Mercy - Madame Monsieur                     | —                                 | ✔️                                | ✔️                                | —                                 |
| 10 | Malou     | 13 ans | Braine-l’Alleud | No Time to Die - Billie Eilish              | ✔️                                | ✔️                                | ✔️                                | ❌                                |
| 11 | Constance | 14 ans | Seneffe         | Ta marinière - Hoshi                        | ✔️                                | —                                 | —                                 | —                                 |
| 12 | Leon      | 12 ans | Wavre           | As It Was - Harry Styles                    | —                                 | —                                 | —                                 | —                                 |
| 13 | Aloise    | 14 ans | Ohey            | Voilà - Barbara Pravi                       | ✔️                                | ✔️                                | ✔️                                | ✔️                                |

### Épisode 3
Diffusion : 3 octobre 2023
| N° | Candidat | Âge    | Localisation          | Chanson                                 | Choix des coachs et des candidats | Choix des coachs et des candidats | Choix des coachs et des candidats | Choix des coachs et des candidats |
| N° | Candidat | Âge    | Localisation          | Chanson                                 | Matthew                           | Alice                             | Black M                           | Typh                              |
| -- | -------- | ------ | --------------------- | --------------------------------------- | --------------------------------- | --------------------------------- | --------------------------------- | --------------------------------- |
| 1  | Marion   | 11 ans | Bertrix               | Bruxelles je t'aime - Angèle            | ❌                                | ✔️                                | ✔️                                | ✔️                                |
| 2  | Mathieu  | 11 ans | Liège                 | S’il suffisait d’aimer - Céline Dion    | —                                 | ✔️                                | —                                 | —                                 |
| 3  | Enola    | 10 ans | Neuville-en-Condroz   | Les Choses simples - Jenifer et Slimane | —                                 | —                                 | —                                 | —                                 |
| 4  | Martina  | 14 ans | La Louvière           | La Boulette - Diam's                    | ✔️                                | ✔️                                | ✔️                                | ✔️                                |
| 5  | Chloé    | 13 ans | Haulchin              | Les P'tits Papiers - Régine             | —                                 | —                                 | —                                 | ✔️                                |
| 6  | Charlise | 12 ans | Oreye                 | Ma sœur - Clara Luciani                 | —                                 | —                                 | —                                 | —                                 |
| 7  | Oumaiema | 12 ans | Bruxelles             | L'Effet de masse - Maëlle               | ✔️                                | ✔️                                | ✔️                                | ✔️                                |
| 8  | Chloé    | 14 ans | Overijse              | Love Story - Taylor Swift               | —                                 | —                                 | —                                 | —                                 |
| 9  | Sofia    | 11 ans | Wavre                 | Dommage - Erza Muqoli                   | ✔️                                | —                                 | ✔️                                | —                                 |
| 10 | Esteban  | 13 ans | Frasnes-lez-Gosselies | Demain - Bigflo & Oli et Petit Biscuit  | —                                 | ✔️                                | ✔️                                | —                                 |
| 11 | Victoria | 10 ans | Huy                   | Aimer à mort - Louane                   | —                                 | ✔️                                | —                                 | —                                 |
| 12 | Léon     | 9 ans  | Vedrin                | Les Feux d'artifice - Calogero          | ✔️                                | ✔️                                | ✔️                                | —                                 |
| 13 | Elena    | 10 ans | Bruxelles             | Flames - Sia et David Guetta            | ✔️                                | ✔️                                | ✔️                                | ✔️                                |

### Épisode 4
Diffusion : 10 octobre 2023
| N° | Candidat | Âge    | Localisation        | Chanson                                      | Choix des coachs et des candidats | Choix des coachs et des candidats | Choix des coachs et des candidats | Choix des coachs et des candidats |
| N° | Candidat | Âge    | Localisation        | Chanson                                      | Matthew                           | Alice                             | Black M                           | Typh                              |
| -- | -------- | ------ | ------------------- | -------------------------------------------- | --------------------------------- | --------------------------------- | --------------------------------- | --------------------------------- |
| 1  | Tiliano  | 10 ans | Saint-Ghislain      | Padam, padam... - Edith Piaf                 | ✔️                                | ✔️                                | ✔️                                | ✔️                                |
| 2  | Arianna  | 14 ans | Bruxelles           | Sign Of The Times - Harry Styles             | —                                 | —                                 | ✔️                                | —                                 |
| 3  | Brieuc   | 14 ans | Court-Saint-Etienne | I can’t make you love me - Bonnie Raitt      | ✔️                                | —                                 | ✔️                                | ✔️                                |
| 4  | Yanis    | 12 ans | Bruxelles           | Miss You - Jérémie Makiese                   | —                                 | ✔️                                | ✔️                                | ✔️                                |
| 5  | Nina     | 13 ans | Fernelmont          | La Grenade - Clara Luciani                   | —                                 | —                                 | —                                 | —                                 |
| 6  | Tricia   | 12 ans | Grivegnée           | Et Bam - Mentissa                            | ✔️                                | ✔️                                | ✔️                                | ✔️                                |
| 7  | Julia    | 13 ans | Liège               | Without You - Charles                        | ✔️                                | —                                 | —                                 | ✔️                                |
| 8  | Ethan    | 13 ans | Messancy            | Résiste - France Gall                        | —                                 | —                                 | —                                 | —                                 |
| 9  | Nina     | 10 ans | Courcelles          | Easy on Me - Adele                           | ✔️                                | ✔️                                | —                                 | —                                 |
| 10 | Lucie    | 11 ans | Angleur             | Jeune et Con - Damien Saez                   | —                                 | —                                 | —                                 | —                                 |
| 11 | Eline    | 12 ans | Braine-l'Alleud     | 3SEX - Indochine et Christine and the Queens | —                                 | ✔️                                | —                                 | —                                 |
| 12 | Joyce    | 13 ans | Ramillies           | Changer - Gims                               | ✔️                                | —                                 | ✔️                                | —                                 |
| 13 | Nina     | 14 ans | Ottignies           | Happier Than Ever - Billie Eilish            | ✔️                                | ✔️                                | —                                 | ✔️                                |

### Épisode 5
Diffusion : 17 octobre 2023
| N° | Candidat | Âge    | Localisation          | Chanson                                              | Choix des coachs et des candidats | Choix des coachs et des candidats | Choix des coachs et des candidats | Choix des coachs et des candidats |
| N° | Candidat | Âge    | Localisation          | Chanson                                              | Matthew                           | Alice                             | Black M                           | Typh                              |
| -- | -------- | ------ | --------------------- | ---------------------------------------------------- | --------------------------------- | --------------------------------- | --------------------------------- | --------------------------------- |
| 1  | Mahdi    | 12 ans | Bruxelles             | La Bohème - Charles Aznavour                         | ✔️                                | ✔️                                | ✔️                                | ✔️                                |
| 2  | Maëlie   | 10 ans | Soignies              | Avant toi - Vitaa et Slimane                         | —                                 | —                                 | ✔️                                | —                                 |
| 3  | Daria    | 12 ans | Tervuren              | Sucker - Jonas Brothers                              | ✔️                                | ✔️                                | ✔️                                | ✔️                                |
| 4  | Raphaël  | 13 ans | Fexhe-le-Haut-Clocher | Dance Monkey - Tones and I                           | —                                 | ✔️                                | —                                 | ✔️                                |
| 5  | Ilyana   | 12 ans | Bruxelles             | C'est beau, c'est toi - Philippine                   | —                                 | —                                 | —                                 | —                                 |
| 6  | Evalyn   | 14 ans | Huy                   | Le plus fort c'est mon père - Lynda Lemay            | ✔️                                | ✔️                                | —                                 | ✔️                                |
| 7  | Nora     | 12 ans | Bastogne              | Je suis un homme - Zazie                             | —                                 | —                                 | —                                 | Équipe complète                   |
| 8  | Nessio   | 10 ans | La Louvière           | Je chanterai - Erza Muqoli                           | —                                 | ✔️                                | ✔️                                | Équipe complète                   |
| 9  | Rony     | 13 ans | Trivières             | Adieu - Slimane                                      | ✔️                                | Équipe complète                   | ✔️                                | Équipe complète                   |
| 10 | Lyna     | 9 ans  | Bousval               | Les Filles d'aujourd'hui - Joyce Jonathan et Vianney | —                                 | Équipe complète                   | Équipe complète                   | Équipe complète                   |
| 11 | Lucie    | 13 ans | Liège                 | Je m'voyais déjà - Charles Aznavour                  | ✔️                                | Équipe complète                   | Équipe complète                   | Équipe complète                   |
| 12 | Eve      | 11 ans | Bonlez                | Facile - Camélia Jordana                             | Équipe complète                   | ✔️                                | Équipe complète                   | Équipe complète                   |
| 13 | Apolline | 14 ans | Bruxelles             | You Are the Reason - Calum Scott                     | Équipe complète                   | Équipe complète                   | ✔️                                | Équipe complète                   |

### Bilans
Chiffres récapitulatifs :
| Coach             | Nombre de buzz | Nombre de talents | Nombre de fois où le coach s'est retourné seul | Nombre de fois où le coach a été choisi | Nombre de fois où le coach a été bloqué | Nombre de fois où le coach a été refusé |
| ----------------- | -------------- | ----------------- | ---------------------------------------------- | --------------------------------------- | --------------------------------------- | --------------------------------------- |
| Matthew Irons     | 34             | 12                | 4                                              | 8                                       | 2 fois (par Black M et Typh)            | 20                                      |
| Alice on the Roof | 35             | 13                | 5                                              | 8                                       | 2 fois (par Black M et par Typh)        | 20                                      |
| Black M           | 33             | 13                | 3                                              | 10                                      | 0                                       | 20                                      |
| Typh Barrow       | 25             | 12                | 1                                              | 11                                      | 2 fois (par Alice et par Black M)       | 11                                      |

Équipes :
| no | Matthew Irons | Alice on the Roof | Black M  | Typh Barrow |
| -- | ------------- | ----------------- | -------- | ----------- |
| 1  | Marion        | Romain            | Elise    | Mattia      |
| 2  | Larissa       | Lucile            | Hanaë    | Lola        |
| 3  | Louis         | Nala              | Thelio   | Marie       |
| 4  | Constance     | Anna              | Camille  | Elsa        |
| 5  | Sofia         | Malou             | Marion   | Viktoria    |
| 6  | Léon          | Mathieu           | Martina  | Laia        |
| 7  | Brieuc        | Victoria          | Esteban  | Aloise      |
| 8  | Nina (C)      | Tiliano           | Elena    | Chloé       |
| 9  | Nina (O)      | Yanis             | Arianna  | Oumaiema    |
| 10 | Mahdi         | Tricia            | Joyce    | Julia       |
| 11 | Daria         | Eline             | Maëlie   | Raphaël     |
| 12 | Lucie         | Nessio            | Rony     | Evalyn      |
| 13 | NC            | Eve               | Apolline | NC          |

## Étape 2: Les«K.O.»
Après les Blinds Auditions, 50 talents s’affronteront lors des K.O. Cette étape remplace celle des battles. Durant cette fameuse phase des K.O, chaque coach, confrontera trois de ses talents sur scène. Ces trois talents chanteront à tour de rôle la chanson de leur choix. À l’issue des trois prestations, le coach choisira un seul talent qui accédera à la demi-finale. Le coach emmènera donc quatre talents de sa propre équipe vers la suite de l’aventure.
Contrairement à la version adulte, les coachs ne pourront pas sauver de talents.
Comme les saisons précédentes lors de l'étape des « Battles », chaque coach travaille avec un co-coach qui l'assiste lors des séances de répétitions avec les talents.
- Matthew Irons est accompagné de Charles : auteure-compositrice-interprète belge, gagnante de la huitième saison de The Voice Belgique.
- Alice on the Roof est accompagnée de Mentissa Aziza : auteure-compositrice-interprète belge francophone, finaliste de la saison 10 de The Voice France.
- Black M est accompagné de Christophe Willem : auteur-compositeur-interprète français et coach depuis la saison 10 de The Voice Belgique.
- Typh Barrow est accompagnée de BJ Scott : autrice-compositrice-interprète belge et coach durant les saisons 1 à 7 et depuis la saison 9 dans The Voice Belgique.

Les tournages de cette nouvelle épreuve ont eu lieu les 5 et 6 novembre 2022.
Légende applicable à toutes les sessions des K.O. :

### Épisode 6
Diffusion : 24 octobre 2023
| Ordre | Coach   | Candidat  | Chanson                                               |
| ----- | ------- | --------- | ----------------------------------------------------- |
| 1     | Alice   | Tiliano   | Dans les yeux d'Émilie - Joe Dassin                   |
| 2     | Alice   | Romain    | Clic clic pan pan - Yanns                             |
| 3     | Alice   | Nessio    | Autour de toi - Linh                                  |
|       |         |           |                                                       |
| 4     | Typh    | Aloise    | À fleur de toi - Vitaa et Slimane                     |
| 5     | Typh    | Lola      | Les Noces de Figaro - Wolfgang Amadeus Mozart         |
| 6     | Typh    | Evalyn    | Chanson sur ma drôle de vie - Véronique Sanson        |
|       |         |           |                                                       |
| 7     | Black M | Marion    | Tu vas me manquer - Gims                              |
| 8     | Black M | Apolline  | If I Ain't Got You - Alicia Keys                      |
| 9     | Black M | Arianna   | Je l'aime à mourir - Francis Cabrel (version Shakira) |
|       |         |           |                                                       |
| 10    | Matthew | Constance | Les démons de minuit - Images                         |
| 11    | Matthew | Nina (O)  | Save Your Tears - The Weeknd                          |
| 12    | Matthew | Daria     | Hurricane - Ofenbach et Ella Henderson                |
|       |         |           |                                                       |
| 13    | Alice   | Lucile    | Merci pour ça - Vianney                               |
| 14    | Alice   | Nala      | T'en va pas - Elsa                                    |
| 15    | Alice   | Tricia    | Une femme avec une femme - Mecano                     |

### Épisode 7
Diffusion : 31 octobre 2023
| Ordre | Coach   | Candidat | Chanson                                 |
| ----- | ------- | -------- | --------------------------------------- |
| 1     | Black M | Elise    | Je m'en vais - Vianney                  |
| 2     | Black M | Elena    | Diamonds - Rihanna                      |
| 3     | Black M | Joyce    | Mal de toi - Lyna Mahyem                |
|       |         |          |                                         |
| 4     | Matthew | Mahdi    | Le chant des sirènes - Fréro Delavega   |
| 5     | Matthew | Sofia    | Control - Zoe Wees                      |
| 6     | Matthew | Louis    | Jour 1 - Louane                         |
|       |         |          |                                         |
| 7     | Typh    | Julia    | Riverside - Agnes Obel                  |
| 8     | Typh    | Viktoria | Cosmo - Soprano                         |
| 9     | Typh    | Raphaël  | Carmen - Stromae                        |
|       |         |          |                                         |
| 10    | Alice   | Victoria | Zombie - The Cranberries version Sara'h |
| 11    | Alice   | Yanis    | I Have Nothing - Whitney Houston        |
| 12    | Alice   | Mathieu  | Allumer le feu - Johnny Hallyday        |
| 13    | Alice   | Eline    | Rouge - Michel Sardou                   |
|       |         |          |                                         |
| 14    | Matthew | Larissa  | Back to Black - Amy Winehouse           |
| 15    | Matthew | Marion   | La rose et l'armure - Antoine Elie      |
| 16    | Matthew | Brieuc   | Rise Up - Andra Day                     |
|       |         |          |                                         |
| 17    | Typh    | Laia     | Ben - Michael Jackson                   |
| 18    | Typh    | Mattia   | Writing's on the Wall - Sam Smith       |
| 19    | Typh    | Marie    | Balance - Mentissa                      |

### Épisode 8
Diffusion : 7 novembre 2023
| Ordre | Coach   | Candidat | Chanson                                           |
| ----- | ------- | -------- | ------------------------------------------------- |
| 1     | Black M | Martina  | Dans le noir - Slimane                            |
| 2     | Black M | Thelio   | Plus tard - Bigflo & Oli                          |
| 3     | Black M | Maëlie   | Balance ton quoi - Angèle                         |
|       |         |          |                                                   |
| 4     | Typh    | Elsa     | Né en 17 à Leidenstadt - Fredericks Goldman Jones |
| 5     | Typh    | Chloé    | La mère à Titi - Renaud                           |
| 6     | Typh    | Oumaiema | Je vole - Michel Sardou (version de Louane)       |
|       |         |          |                                                   |
| 7     | Matthew | Nina (C) | Docteur - RORI                                    |
| 8     | Matthew | Lucie    | Tous les cris les S.O.S. - Daniel Balavoine       |
| 9     | Matthew | Léon     | Beau-papa - Vianney                               |
|       |         |          |                                                   |
| 10    | Alice   | Malou    | Talking to the Moon - Bruno Mars                  |
| 11    | Alice   | Eve      | Libre - Angèle                                    |
| 12    | Alice   | Anna     | Idontwannabeyouanymore - Billie Eilish            |
|       |         |          |                                                   |
| 13    | Black M | Hanaë    | I'm Not the Only One - Sam Smith                  |
| 14    | Black M | Rony     | Tous les mêmes - Stromae                          |
| 15    | Black M | Camille  | Ma philosophie - Amel Bent                        |
| 16    | Black M | Esteban  | La quête - Orelsan                                |

### Bilan des équipes à l'issue des K.O
| no | Matthew Irons | Alice on the Roof | Black M  | Typh Barrow |
| -- | ------------- | ----------------- | -------- | ----------- |
| 1  | Nina (O)      | Tiliano           | Apolline | Lola        |
| 2  | Mahdi         | Nala              | Elena    | Viktoria    |
| 3  | Larissa       | Yanis             | Martina  | Mattia      |
| 4  | Lucie         | Malou             | Hanaë    | Elsa        |

## Étape 3: La «Demi-finale»
Elle a été enregistrée le 22 janvier 2023.

### Épisode 9
Diffusion : 14 novembre 2023
| Ordre | Coach   | Candidat | Chanson                                        |
| ----- | ------- | -------- | ---------------------------------------------- |
| 1     | Alice   | Yanis    | Respire encore - Clara Luciani                 |
| 2     | Alice   | Nala     | Hopelessly Devoted to You - Olivia Newton-John |
| 3     | Alice   | Tiliano  | Bravo tu as gagné – Mireille Mathieu           |
| 4     | Alice   | Malou    | Running up that hill - Kate Bush               |
|       |         |          |                                                |
| 5     | Black M | Elena    | Don't You Remember - Adele                     |
| 6     | Black M | Apolline | Just Give Me a Reason - Pink                   |
| 7     | Black M | Hanaë    | ...Baby One More Time - Britney Spears         |
| 8     | Black M | Martina  | J'te l'dis quand même - Patrick Bruel          |
|       |         |          |                                                |
| 9     | Typh    | Elsa     | L'Encre de tes yeux - Francis Cabrel           |
| 10    | Typh    | Viktoria | Sapés comme jamais - Gims                      |
| 11    | Typh    | Mattia   | Indélébile - Yseult                            |
| 12    | Typh    | Lola     | Les Yeux de la mama - Kendji Girac             |
|       |         |          |                                                |
| 13    | Matthew | Nina (O) | Supalonely - Gus Dapperton et BENEE            |
| 14    | Matthew | Mahdi    | Premier amour - Nour                           |
| 15    | Matthew | Larissa  | Beggin' - Madcon                               |
| 16    | Matthew | Lucie    | Dors mon ange - Mozart, l'opéra rock           |

### Bilan des équipes à l'issue de la demi-finale
| no | Matthew Irons | Alice on the Roof | Black M | Typh Barrow |
| -- | ------------- | ----------------- | ------- | ----------- |
| 1  | Mahdi         | Tiliano           | Elena   | Elsa        |
| 2  | Lucie         | Malou             | Martina | Mattia      |

## Étape 4: La «Finale»
Comme la finale de la première édition, celle-ci ne sera pas diffusée en direct. Elle a été enregistrée le 5 février 2023

### Épisode 10
Diffusion : 21 novembre 2023
| Ordre        | Coach | Candidat | Chanson |
| ------------ | --- | --- | --- |
| 1            | Les 4 coachs -: Replace - Typh Barrow / Malade - Alice on the Roof / Mme Pavoshko - Black M / When you Know - Puggy | Les 4 coachs -: Replace - Typh Barrow / Malade - Alice on the Roof / Mme Pavoshko - Black M / When you Know - Puggy | Les 4 coachs -: Replace - Typh Barrow / Malade - Alice on the Roof / Mme Pavoshko - Black M / When you Know - Puggy |
| PREMIER TOUR | | | |
| 2            | Matthew | Lucie | It's Oh So Quiet - Björk                                                                                            |
| 3            | Matthew | Mahdi | Vivre pour le meilleur - Johnny Hallyday                                                                            |
|              | | | |
| 4            | Typh | Mattia | Le monde est stone - Fabienne Thiebault, Starmania                                                                  |
| 5            | Typh | Elsa | Partir là-bas - Claire Guyot, La Petite Sirène                                                                      |
|              | | | |
| 6            | Black M | Elena | Où je vais - Amel Bent                                                                                              |
| 7            | Black M | Martina | A l'ammoniaque / Mon dieu - La Zarra                                                                                |
|              | | | |
| 8            | Alice | Tiliano | Quand on a que l'amour - Jacques Brel                                                                               |
| 9            | Alice | Malou | Life On Mars? - David Bowie                                                                                         |
| SECOND TOUR  | | | |
| 10           | Lucie, Mattia, Elena, Tiliano et Black M - Grandir (ft. Amir)                                                       | Lucie, Mattia, Elena, Tiliano et Black M - Grandir (ft. Amir)                                                       | Lucie, Mattia, Elena, Tiliano et Black M - Grandir (ft. Amir)                                                       |
|              | | | |
| 11           | Matthew | Lucie | Mistral gagnant - Renaud                                                                                            |
| 12           | Typh | Mattia | SOS d'un terrien en détresse - Daniel Balavoine, Starmania                                                          |
| 13           | Black M | Elena | Halo - Beyoncé |
| 14           | Alice | Tiliano | Ma vie est une comédie musicale - Annie Cordy                                                                       |
|              | | | |
| 15           | Oasis - Jérémie Makiese                                                                                             | Oasis - Jérémie Makiese                                                                                             | Oasis - Jérémie Makiese                                                                                             |
| 16           | Don't Let Me Go - Typh Barrow                                                                                       | Don't Let Me Go - Typh Barrow                                                                                       | Don't Let Me Go - Typh Barrow                                                                                       |

## Audiences
| Type            | Date de diffusion | Audiences veille          | Audiences veille | Audiences veille                      | Audiences à J+7           | Audiences à J+7 | Audiences à J+7                       | Réf.    |
| Type            | Date de diffusion | Nombre de téléspectateurs | Parts de marché  | Classement des audiences de la soirée | Nombre de téléspectateurs | Parts de marché | Classement des audiences de la soirée | Réf.    |
| --------------- | ----------------- | ------------------------- | ---------------- | ------------------------------------- | ------------------------- | --------------- | ------------------------------------- | ------- |
| Blind Auditions | 19 septembre 2023 | 261 433                   | 23,9 %           | 1er                                   | 319 906                   | 25,3 %          | 1er                                   | ,       |
| Blind Auditions | 26 septembre 2023 | 283 078                   | 21,7 %           | 1er                                   | 322 895                   | 26,0 %          | 1er                                   | ,       |
| Blind Auditions | 3 octobre 2023    | 281 752                   |                  | 1er                                   | 328 962                   | 25,2 %          | 1er                                   | [ 131 ] |
| Blind Auditions | 10 octobre 2023   | 286 024                   |                  | 1er                                   | 341 833                   | 26,4 %          | 1er                                   | ,       |
| Blind Auditions | 17 octobre 2023   | 309 102                   |                  | 1er                                   | 356 841                   | 27,9 %          | 1er                                   | ,       |
| K.O.            | 24 octobre 2023   | 309 976                   |                  | 1er                                   | 365 175                   | 27,7 %          | 1er                                   | ,       |
| K.O.            | 31 octobre 2023   | 253 642                   |                  | 1er                                   | 293 762                   | 22,0 %          | 1er                                   | ,       |
| K.O.            | 7 novembre 2023   | 297 094                   |                  | 1er                                   | 345 689                   | 25,8 %          | 1er                                   | ,       |
| Demi-Finale     | 14 novembre 2023  | 268 566                   |                  | 2e                                    | 320 075                   | 24,4 %          | 2e                                    | ,       |
| Finale          | 21 novembre 2023  | 318 869                   | 30,3 %           | 1er                                   | 353 465                   | 29,4 %          | 1er                                   | ,       |
| Moyenne         | Moyenne           | 284 566                   | 25,7 %           |                                       | 334 860                   | 26,0 %          |                                       | [ 144 ] |

Evolution du nombre de téléspectateurs au fil des épisodes (en audience veille)